# Port de Saint-Gilles
Le port de Saint-Gilles est un petit port de pêche et de plaisance de l'île de La Réunion, département et région d'outre-mer français dans le sud-ouest de l'océan Indien. Il relève de la commune de Saint-Paul, sur la côte ouest de l'île. De fait, il est situé près du centre-ville de Saint-Gilles les Bains, la principale station balnéaire de cette commune. L'aquarium public appelé aquarium de La Réunion est situé sur un îlot artificiel créé en son centre, tandis que la plage des Roches Noires est partiellement adossée contre l'une de ses digues.